# Sint-Pietersbasiliek
De Sint-Pietersbasiliek (Italiaans: Basilica di San Pietro) is een katholieke kerk en basilica major aan het Sint-Pietersplein in Vaticaanstad. De kerk werd tussen 1506 en 1626 gebouwd in late-renaissance- en barokarchitectuur op de plaats van het vroegere Circus van Nero in Rome, waar volgens de overlevering de apostel en eerste paus, Petrus, gekruisigd en begraven werd. Het is een belangrijk bedevaartsoord voor katholieken en geldt als de eerste van de zeven pelgrimskerken van Rome.
De Sint-Pietersbasiliek was de grootste kerk ter wereld tot 1989, toen ze in grootte werd overtroffen door de Basilique Notre-Dame de la Paix in Yamoussoukro, de hoofdstad van Ivoorkust (zie Lijst van grootste kerken).

## Geschiedenis, ontwerp en bouw

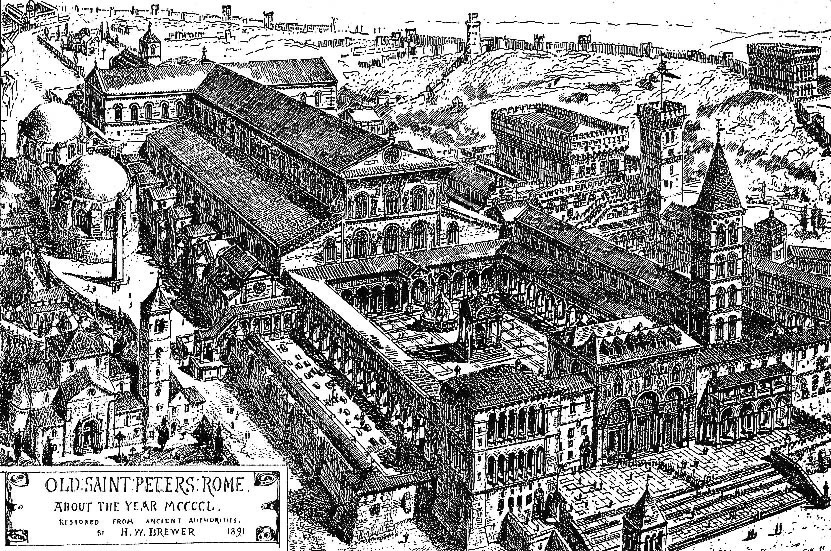
De oude Sint-Pietersbasiliek omstreeks 1450

### De Oude Sint-Pietersbasiliek
Keizer Constantijn de Grote gaf opdracht om de eerste Sint-Pieterkerk te laten bouwen. De bouw startte tussen 318 en 322 en duurde ongeveer 30 jaar. Het gebouw had de vorm van een basilica, een veelgebruikte vorm in de oudheid.

### Nieuwbouw
In de vijftiende eeuw was de oude Sint-Pieter, na elfhonderd jaar, in zeer slechte staat. Paus Nicolaas V liet Bernardo Rossellino het gebouw opknappen, maar de pogingen werden al gauw gestaakt. In 1506 werd de oude basilica gesloopt en een nieuwe kerk ontworpen voor paus Julius II. Na Bramantes oorspronkelijke ontwerp, gebaseerd op het Griekse kruis, werden door de daaropvolgende hoofdarchitecten grotere en kleine veranderingen doorgevoerd.
Toen Bramante stierf, waren slechts de funderingen voor het koor gelegd, en onder leiding van Rafaël werd het geheel weer gesloopt en opnieuw opgebouwd. Het schip werd qua ontwerp verlengd, waardoor alsnog een Latijns kruis ontstond als grondvorm.
De volgende bouwleider was Antonio da Sangallo, die voortborduurde op Rafaëls ontwerp, maar desondanks een gedeelte van de kerk weer liet slopen. Toen Sangallo in 1546 overleed, was men net begonnen met de apsis en de bogen die de grote koepel zouden ondersteunen.
Voor de vierde keer echter werd de basiliek ontmanteld, toen Michelangelo pro Deo de bouw overnam. De enorme sommen geld die met de bouw gemoeid waren, werden vooral door de opbrengst van de verkoop van aflaten gefinancierd. Michelangelo gebruikte Bramantes bouwtekeningen en bouwde de kerk in de vorm van een Grieks kruis. Het schip werd in 1615 alsnog uitgebreid door de architect Carlo Maderno omdat de kerk groter moest worden dan oorspronkelijk gepland. Na deze verlenging was het schip veertig meter lang. Veel van de interne decoraties, waaronder het reusachtige baldakijn onder de koepel, zijn gemaakt door de Italiaan Gian Lorenzo Bernini, die ook elders in Rome veel kunstwerken heeft gemaakt.
Merkwaardig is dat de kerk verkeerd om staat. De ingang is in het oosten en het altaar staat in het westen. De basiliek werd op 18 november 1626 ingewijd.

## Verkoop van aflaten
Om de kosten van de bouw te dekken, vroeg de Rooms-Katholieke Kerk aan gelovigen geld voor het afgeven van een aflaat. Met een aflaat spreekt de kerk iemand vrij die tegen de morele wet heeft gehandeld en straf verdient, de persoon zou dan na overlijden niet worden gelouterd in het vagevuur. De praktijk om aflaten te verkopen ontstond in de elfde eeuw, in Duitsland bestond al langer weerstand tegen deze financieringsmethode. In 1517 protesteerde de priester en hoogleraar Maarten Luther met een brief aan de aartsbisschop tegen de plaatselijke handel in aflaten, wat uiteindelijk mede zouden leiden tot de Reformatie.
Albrecht van Brandenburg was op 23-jarige leeftijd (1513) aartsbisschop van Maagdenburg en administrator van het bisdom Halberstadt. Een jaar later (9 maart 1514), werd hij door het domkapittel van Mainz als keurvorst en aartsbisschop van Mainz voorgedragen, mede omdat Albrecht beloofd had de door Mainz te betalen servituten en palliumgelden over te nemen.
Albrecht bezat evenwel alle bisschoppelijke zetels van Maagdenburg en Halberstadt en nog een zetel erbij was in strijd met de kerkelijke wet en zelfs voor die tijd van simonie, een buitengewone cumulatie van prebenden. Doch de curie verleende hem dispensatie tegen betaling van 21.000 dukaten voor de bouw van de Sint-Pieter.
Samen met de servituten en palliumgelden van Mainz (14.000 dukaten) moest Albrecht dus 24.000 dukaten hebben, waarvoor hij 29.000 Rijnlandse goudgulden leende bij de bank van de Fuggers in Augsburg. Hij moest dit geld bij elkaar brengen door zich gedurende acht jaar te belasten met de prediking van de aflaat en de verzameling van de opbrengsten uit de verkoop ervan voor de Sint-Pieterskerk, waarvan hij de helft mocht houden.

## Gebouwonderdelen

### Exterieur

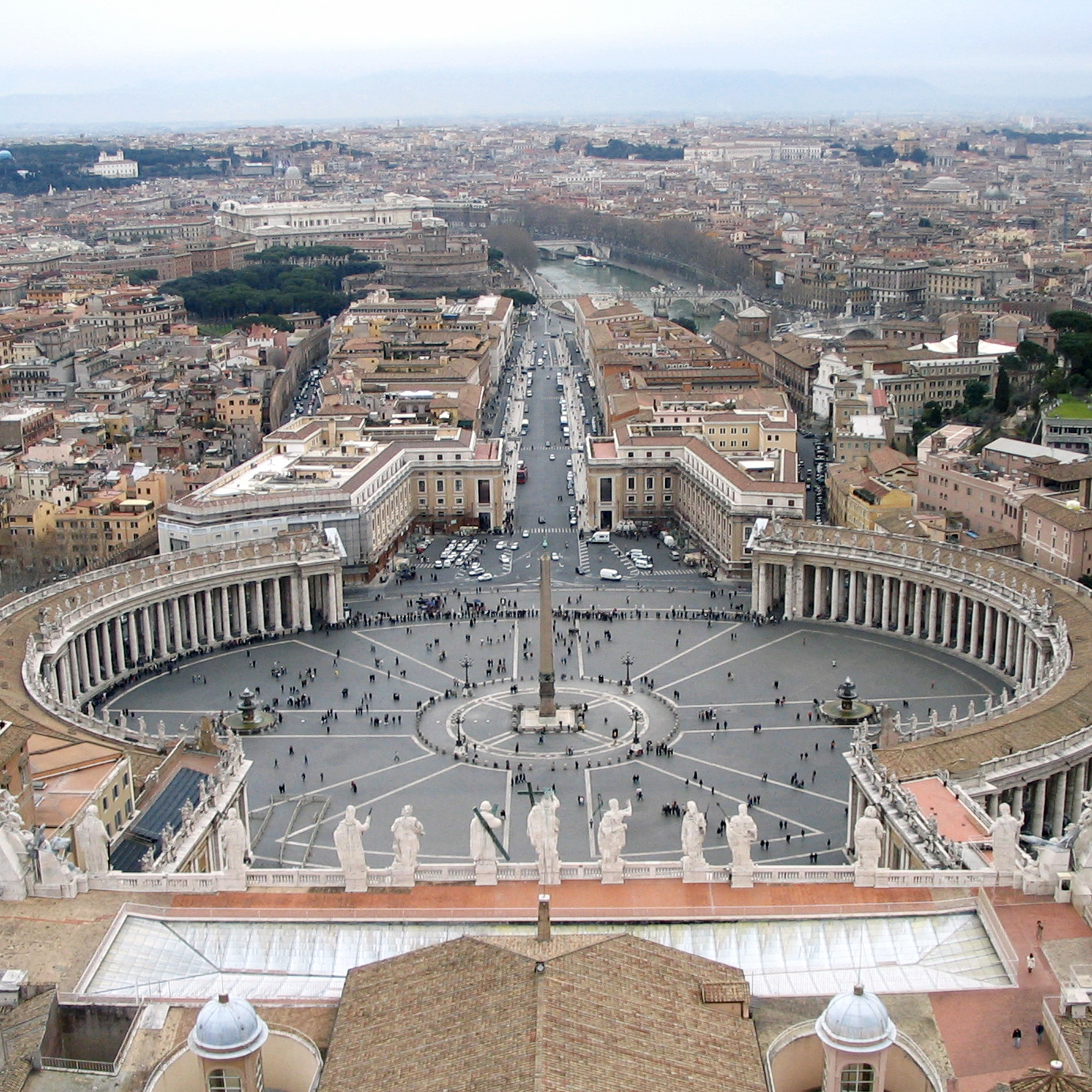
Het Sint-Pietersplein gezien vanuit de koepel

Bij het exterieur hoort ook het plein voor de basiliek, de Piazza San Pietro (Sint-Pietersplein), dat door Bernini werd ontworpen, evenals de zuilengalerijen die de moederlijke armen van de katholieke kerk symboliseren. Het plein is een ellips, een van de favoriete grondvormen uit de beweeglijke barok. Er staan ook twee fonteinen (uit 1612 en 1675) en een Egyptische obelisk op het plein. In de top van de obelisk is volgens de legende een stuk van het kruis aangebracht waaraan Jezus gestorven is.
De façade van het gebouw biedt toegang tot de kerk door middel van de narthex. Hij werd aan het begin van de 17e eeuw voltooid door Maderno, afgezien van de klokkentorens aan weerszijden; door problemen met de funderingen en de dood van de paus werden deze pas rond 1637 in gebruik genomen. Boven op de façade staan beelden van Jezus, Johannes de Doper en de apostelen met uitzondering van Judas. De inscriptie op de gevel is:
IN HONOREM PRINCIPIS APOST PAVLVS V BVRGHESIVS ROMANVS PONT MAX AN MDCXII PONT VII
(Ter ere van de Eerste der Apostelen. Paus Paulus V Borghese, Pontifex Maximus van Rome in het jaar 1612 en het zevende jaar van zijn Pontificaat)

### Deuren
Het voorportaal heeft vijf bronzen deuren. De middelste drie werden in 1455 vervaardigd door Antonio Filarete. Ze werden gemaakt ter ere van de (vergeefse) pogingen van paus Eugenius IV de Rooms-Katholieke en Oosters-Orthodoxe Kerk te verenigen. Op de reliëfs worden Christus, de maagd Maria, Sint-Petrus en Sint-Paulus uitgebeeld, met een realistische weergave van de Romeinse tijd als achtergrond. Op de deuren staan ook heidense mythologische taferelen uitgebeeld, en scènes van de Concilie van Florence.
De deur geheel links, de zogenaamde Deur van de Dood, werd in 1964 gemaakt door de Italiaanse beeldhouwer Giacomo Manzù en toont de laatste scènes uit de levens van o.a. Christus, Sint-Petrus en paus Johannes XXIII. Bij het overlijden van een paus verlaat de kist met diens lichaam de basiliek via deze deur, vandaar de naam.
De rechterdeur is de Porta Santa, of Heilige Deur. Deze wordt slechts in jubileumjaren door de paus geopend, en is de rest van de tijd aan de binnenkant dichtgemetseld. Boven het portaal hangen twee plaquettes die herinneren aan het jubileumjaar 1975 en het Jaar der Verlossing (1983). De zestien bronzen panelen werden vervaardigd ter ere van de speciale processies in 1950. De deur was eveneens open in het jubeljaar 2000 (start op kerstavond 1999).

### Middenschip

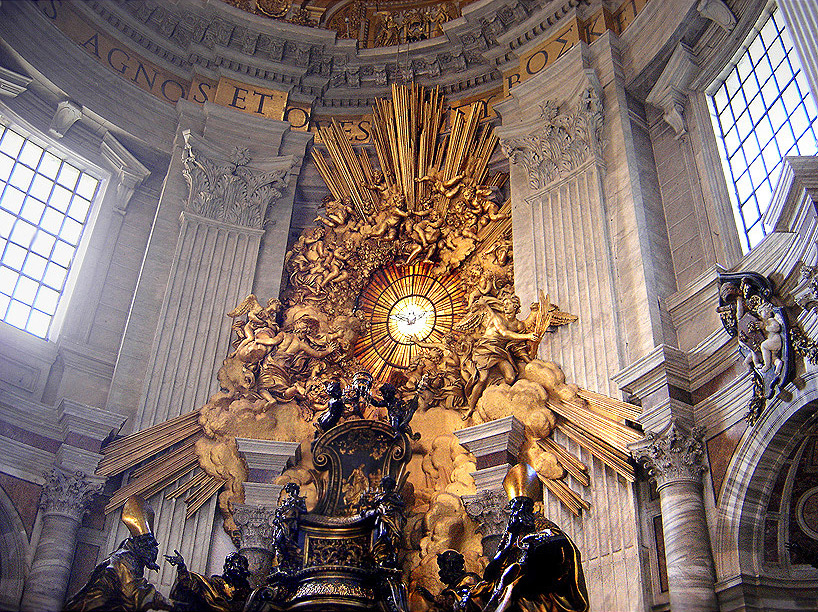
Cathedra Petri en Bernini's Gloria

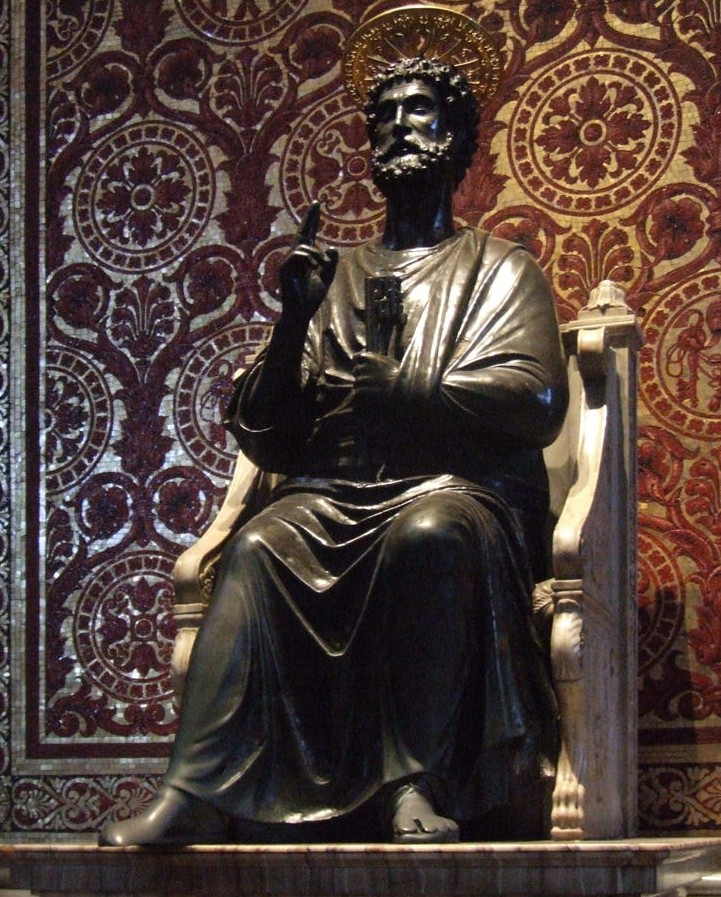
Het genadebeeld van de Heilige Petrus

Oorspronkelijk begon de kerk waar de twee voorste zuilen van de koepel staan, maar na de uitbreiding in 1615 werden nog een reeks kapellen toegevoegd. Er zijn vier steunpilaren, gebouwd door Michelangelo en versierd met beelden en balkons door Bernini. Op de vloer van het schip liggen bronzen plaquettes die verwijzen naar de grootte van andere katholieke kerken, om op die manier de status van de Sint-Pieter te benadrukken. Aan de rechterkant bevindt zich de kapel met Michelangelo’s beroemde pietà. Aan weerszijden van de ingang hangen twee bakken met cherubijnen, die wijwater bevatten.
In de kerk bevinden zich vele monumenten voor pausen, heiligen en andere prominente katholieken. Het middenschip heeft onder andere altaren gewijd aan Sint-Sebastiaan, paus Pius X en de Zweedse koningin Christina die troonsafstand deed om zich tot het katholicisme te kunnen bekeren. Een deur aan de linkerzijde vanaf de ingang gezien geeft toegang tot de koorkapel, waar ook een marmeren plaat hangt, met de namen van alle pausen erop gegraveerd.
Aan het andere uiteinde van het schip in het midden van de apsis, achter het baldakijn, staat de Cathedra Petri, ofwel de Troon of Heilige Stoel van Petrus van 1656-1665. Men schreef deze stoel ooit toe aan de apostel Petrus, maar onderzoek wijst uit dat hij waarschijnlijk van een rijke Romein was.
Bernini's Gloria is een uitbeelding van de Heilige Geest in het hart van het stralende Licht. De vier beelden bij de stoel stellen de vier kerkvaders van de Roomse (Ambrosius en Augustinus) en oosters-orthodoxe Kerk (Athanasius en Johannes Christophoros) voor. Het onderscheid tussen de twee stromingen wordt gemaakt door de twee Roomse kerkvaders de troon daadwerkelijk te laten ondersteunen, terwijl de oosters-orthodoxen het gevaarte niet dragen, maar erachter staan. In het raam boven de troon wordt de Heilige Geest gesymboliseerd door de witte duif, omringd met engelen. Twee cherubijnen dragen de sleutels en de Tiara.
Boven de Stoel is een gouden aureool afgebeeld met stralen en engelen in dichte wolken.

### Dwarsschip
Het horizontale gedeelte van de kerk, dat het middenschip bij het baldakijn kruist, bevat twee altaren en vier kapellen. In de kapel in de linker uithoek van de basiliek liggen vijf pausen met de naam Leo begraven en het bevat ook het Altaar van de Leugen, verwijzend naar het Bijbelverhaal dat hebzucht afwijst. Twee andere altaren zijn opgedragen aan de pausen met de naam Gregorius en Clemens. Bij het bezoeken van de Sint-Pieter zijn de uiterste delen van het dwarsschip vanaf de achterste twee zuilen van de koepel niet toegankelijk.

### Koepel

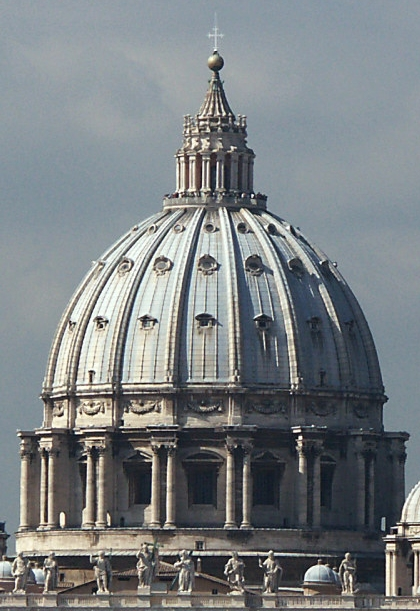
De buitenkant van de koepel

De grote koepel boven de graftombe van Petrus wordt omhooggehouden door vier enorme zuilen. Op sokkels in de voet van elk van deze zuilen staat een beeld van een heilige; met de klok mee vanaf linksonder zijn dat Sint-Andreas, de Heilige Veronica, Sint-Helena en Sint-Longinus. De beelden van Veronica, Longinus en Andreas bevatten elk een belangrijk katholiek relikwie, respectievelijk de doek van Veronica, de speer die Christus doorboorde en een deel van het Kruis. Het voorwerp uit het beeld van Sint-Helena, dier schedel, is overgedragen aan de oosters-orthodoxe kerk.
Tegen de pijler die het beeld van Longinus bevat staat ook een bronzen beeld van Petrus, wiens voeten door veel bedevaartgangers gekust worden. Verder bevindt zich bij het beeld van Andreas ook een afgesloten ingang naar de catacomben onder de kerk, waar zich onder andere de tombes van Petrus en een aantal pausen bevinden.

### Baldakijn van Bernini

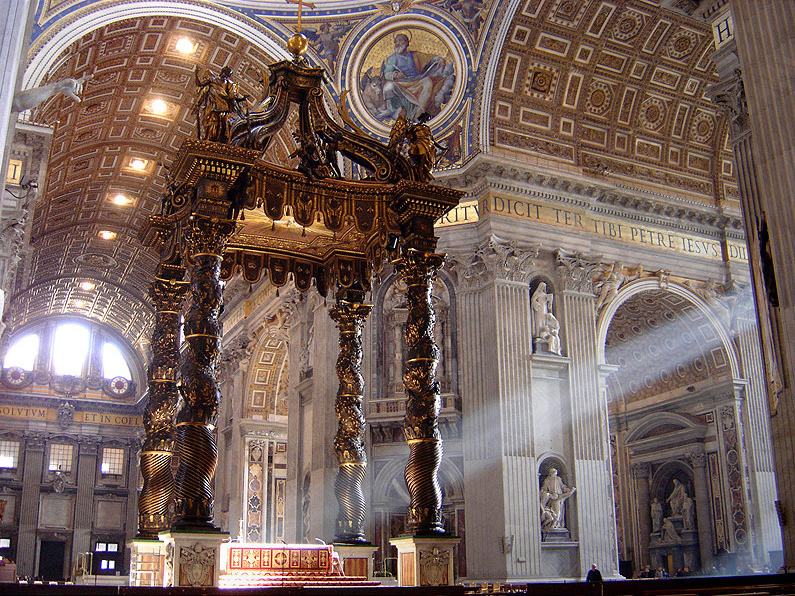
Baldakijn van Bernini

Het baldakijn tussen de vier pijlers stamt uit 1633 en is van de hand van Gian Lorenzo Bernini. Volgens de overlevering werd het brons van het dak van het Pantheon gebruikt om het monument te bekleden. De gedraaide zuilen zijn geïnspireerd door de zuilen uit de basiliek van Constantijn, die nog steeds te zien zijn in de grote pijlers, boven de vier beelden. De inscriptie in de cupola boven het baldakijn is afkomstig uit het Bijbelboek van Matteüs:
TV ES PETRVS ET SVPER HANC PETRAM AEDIFICABO ECCLESIAM MEAM ET TIBI DABO CLAVES REGNI CAELORVM
(Gij zijt Petrus, en op deze Rots zal Ik Mijn Kerk bouwen en aan U zal Ik de Sleutels van het Koninkrijk der Hemelen geven)
Dichter bij de top van de cupola is nog een inscriptie aangebracht:
S. PETRI GLORIAE SIXTVS PP. V. A. M. D. XC. PONTIF. V.
(Ter ere van Sint Petrus; paus Sixtus V, in het jaar 1590 en het vijfde jaar van zijn pontificaat)
De enorme koepel heeft de vorm van een parabool, en bestaat uit twee lagen. In de 18e eeuw begon de buitenkant scheuren te vertonen, waarna er metalen ringen om de binnenste laag werden geklemd om het geheel bij elkaar te houden. De koepel werd in 1593 voltooid door Giacomo della Porta, nadat Michelangelo was gestorven voor de bouw was afgerond. De binnenkant zou oorspronkelijk bekleed worden met mozaïeken ter ere van het Heilig Jaar 1600, maar toen bleek dat ze niet op tijd klaar zouden zijn werd dit plan van tafel geveegd. De bronzen bol op de top van de cupola heeft een doorsnede van 3,2 meter. François Duquesnoy zou Bernini geholpen hebben met de uitwerking van het baldakijn.

### Praalgraven
Er bevinden zich praalgraven van verschillende pausen in de Sint-Pietersbasiliek, onder andere van:
- paus Innocentius VIII, uit 1498, gemaakt door Antonio del Poliaiolo
- paus Paulus III, uit 1551-1577, gemaakt door Guglielmo della Porta
- paus Urbanus VIII, uit 1628-1647, gemaakt door Bernini
- paus Leo XI, uit 1642-1644, gemaakt door Algardi
- paus Alexander VII, uit 1678, gemaakt door Bernini
- paus Gregorius XII, uit 1732, een witmarmeren sarcofaag met een kalender
- paus Benedictus XIV, uit 1758, gemaakt door Pietro Bracci
- paus Gregorius XIV
- paus Clemens XIII, uit 1792, gemaakt door Canova
- paus Pius VII, van na 1823, gemaakt door Thorwaldsen
- paus Pius X, uit ca. 1951
- Paus Innocentius XI, van P. Monnot, naar een ontwerp van C. Maratti
- paus Johannes XXIII, uit 2000, gemaakt door Emilio Greco
- paus Johannes Paulus II, uit 2011

### De crypte
Onder het middenschip van de basiliek bevindt zich de crypte met de praalgraven, waarin 148 overleden pausen werden bijgezet; de tombe, met de relieken van de Heilige Petrus ligt recht onder het hoofdaltaar in de kerk, en is sinds 1979 door toedoen van paus Johannes Paulus II te bezichtigen. Sindsdien kunnen de duizenden bedevaarders de relieken van Sint-Pieter vereren.
De Latijnse inscriptie op de boog die toegang geeft tot het graf luidt:
"SEPULCRUM SANCTI PETRI APOSTOLI" (Het Graf van de heilige Apostel Petrus)
De apostel is bijgezet in een confessio van de hand van Carlo Maderno, waarop ook nog een 9e-eeuws mozaïek van Christus te zien is.

### Interieur

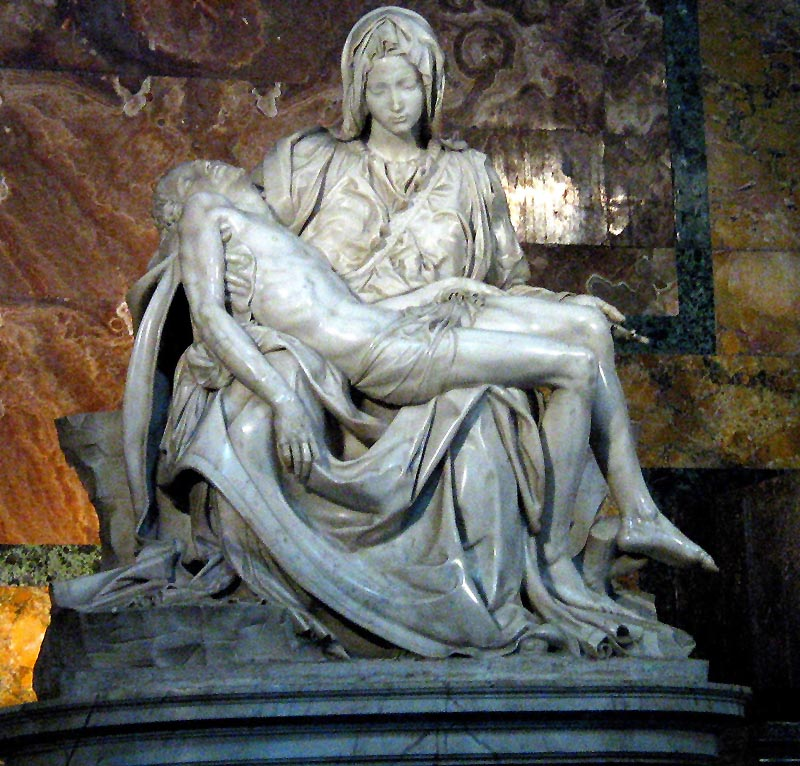
Michelangelo Buonarotti, Piëta van Michelangelo, 1499, Sint-Pieter, Rome, hoogte 174 cm

In het voorportaal of narthex staan aan weerszijden twee beelden van Karel de Grote (plaats: nr. 2) en keizer Constantijn de Grote (plaats: nr. 8), die de christenen godsdienstvrijheid verleende met het Edict van Milaan. De ruimtes waarin de beeldhouwwerken staan, zijn niet toegankelijk voor het publiek.
Op het plafond boven de middelste deur van het portaal bevindt zich een 17e-eeuwse kopie van een middeleeuws mozaïek, waar Petrus door Christus wordt aangespoord over het water te lopen.
In de kerk bevinden zich vier grote steunpijlers versierd met nissen met grote beelden van de vier heiligen Longinus (plaats: nr. 56), Helena (plaats: nr. 59), Andreas (plaats: nr. 55) en Veronica (plaats: nr. 62), gemaakt door onder anderen Bernini en François Duquesnoy. In iedere pilaar zijn erboven ook nissen met beelden en een balkon.
Momenteel bevinden zich in de Sint-Pieter 395 beelden, 44 altaren en 135 mozaïeken. De Sint-Pieter heeft een oppervlakte van 15 160 vierkante meter, en biedt ruimte aan ongeveer 60 000 mensen.
Een van de bekendste beelden is de Pietà van Michelangelo (plaats: nr. 9). Het is een beeld van Maria met de dode Jezus in haar armen.

## Publieke toespraak en zegen van de paus
Wanneer de paus in Rome is, geeft hij op zondag om 12.00 uur iedereen de zegen vanuit het raam van zijn werkkamer (tweede raam rechts van de bovenste verdieping) van het naast de Sint-Pietersbasiliek gelegen Apostolisch Paleis. Tijdens Kerstmis en Pasen houdt de paus een toespraak, geeft hij de pauselijke zegen urbi et orbi en wenst iedereen zalige feestdagen. Dit doet hij op het plein voor de basiliek of vanaf de buitenloggia van de Sint-Pieter. Deze toespraken worden voor de mensen die niet in Rome kunnen zijn over de hele wereld rechtstreeks op tv uitgezonden, zodat ook deze mensen en vooral de rooms-katholieken de pauselijke zegen kunnen ontvangen tijdens deze feestdagen.

## Afbeeldingen

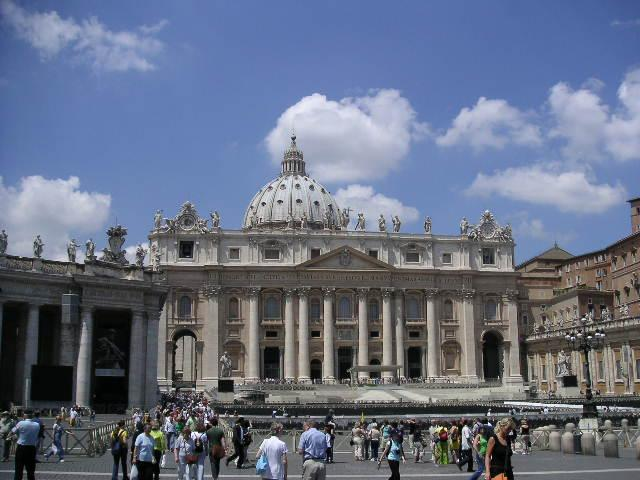
Façade van de Sint-Pieter
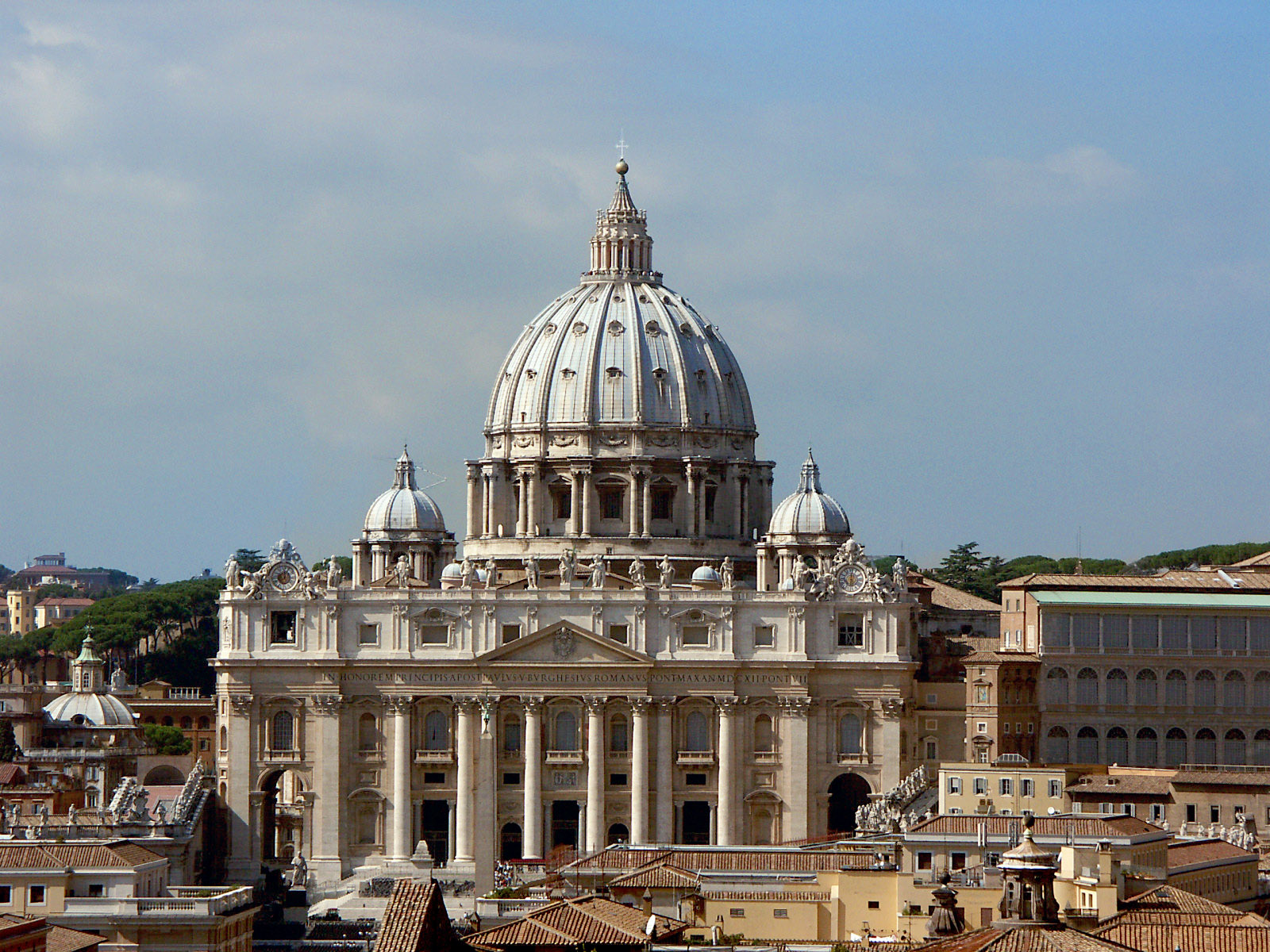
Façade en koepels
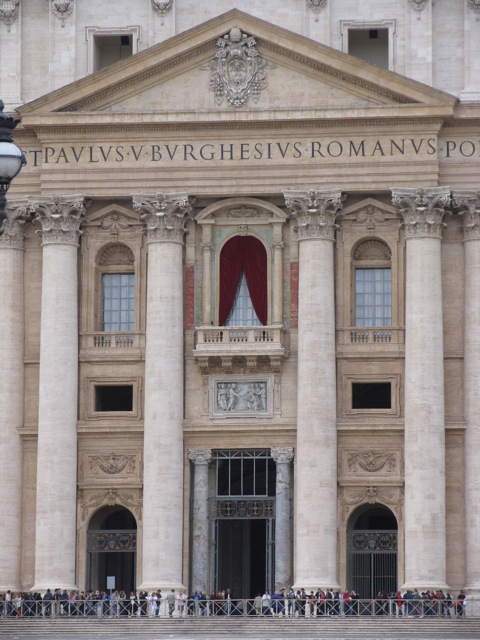
Hoofdingang
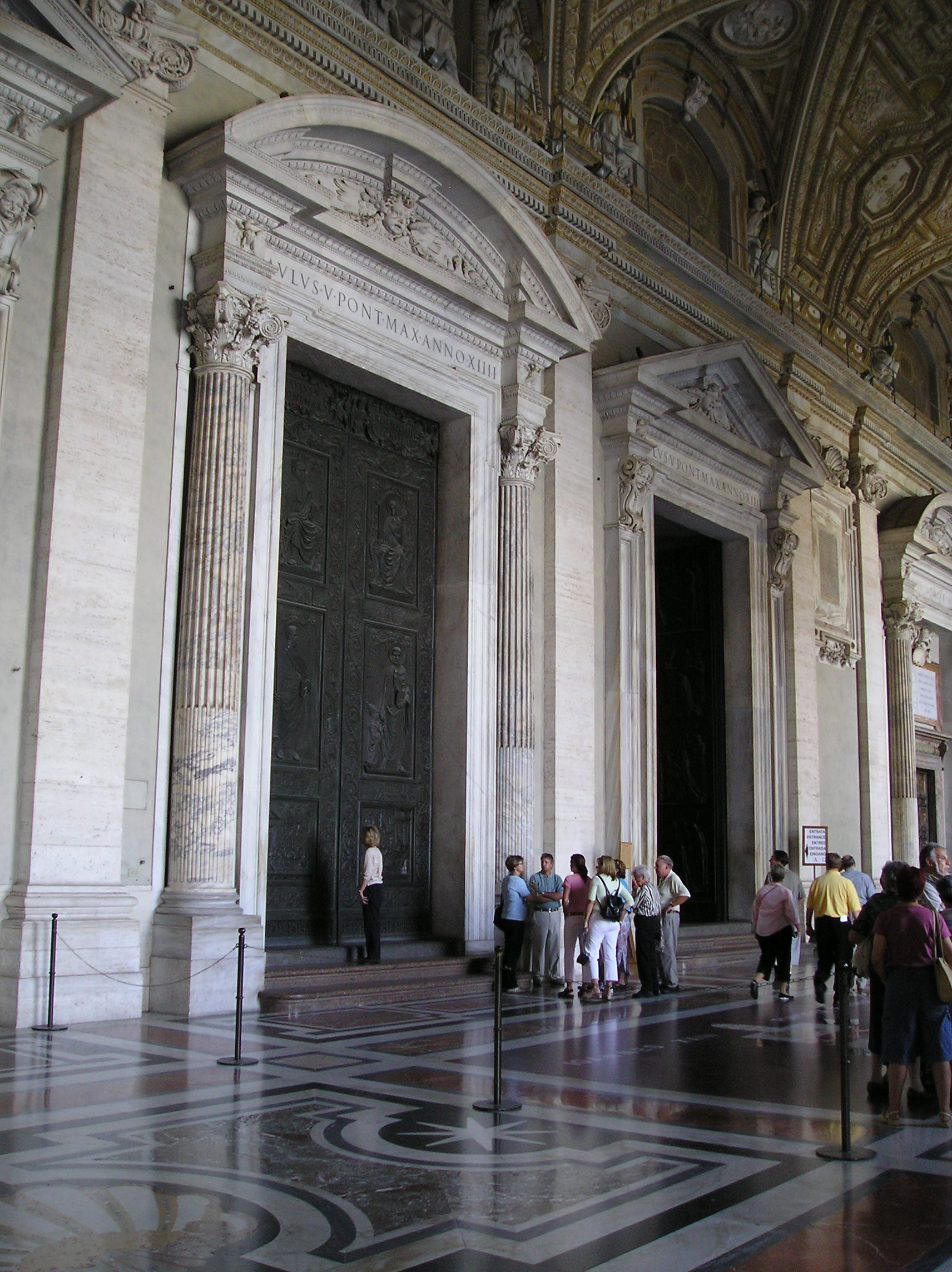
Deuren aan de voorzijde
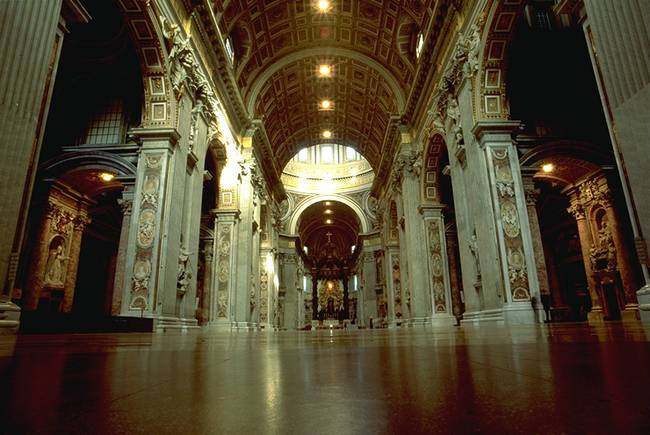
Het middenschip
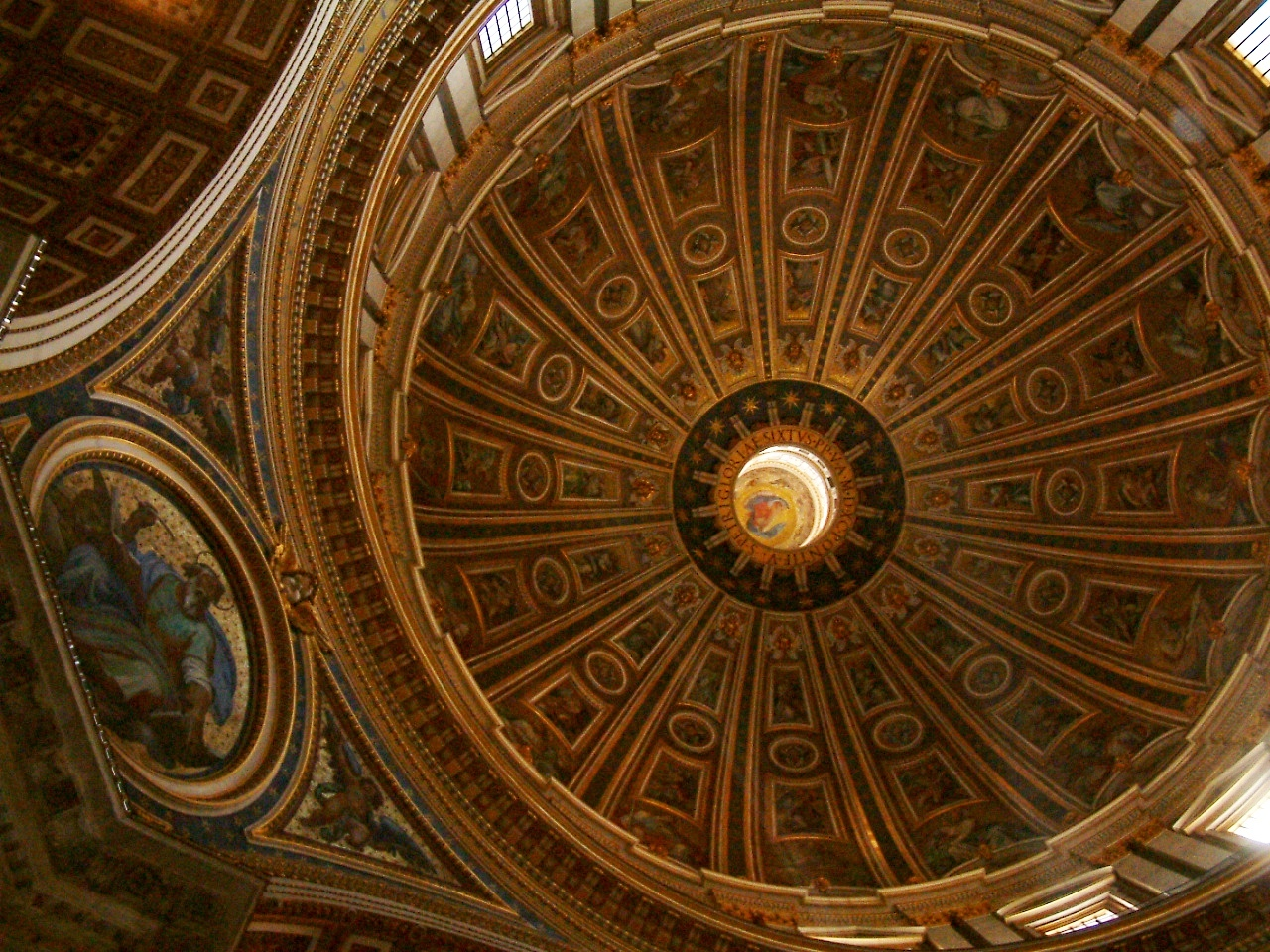
Interieur van de koepel
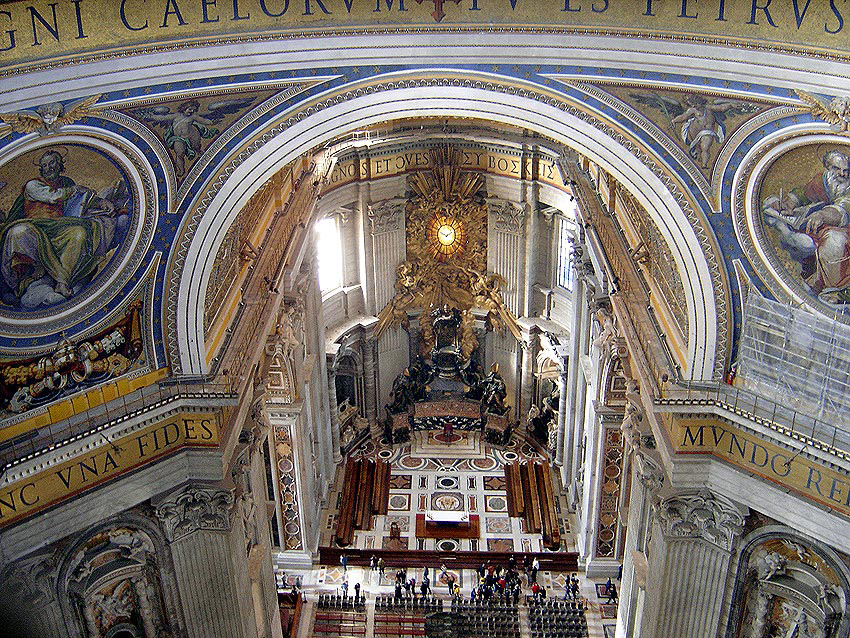
Interieur van boven gezien
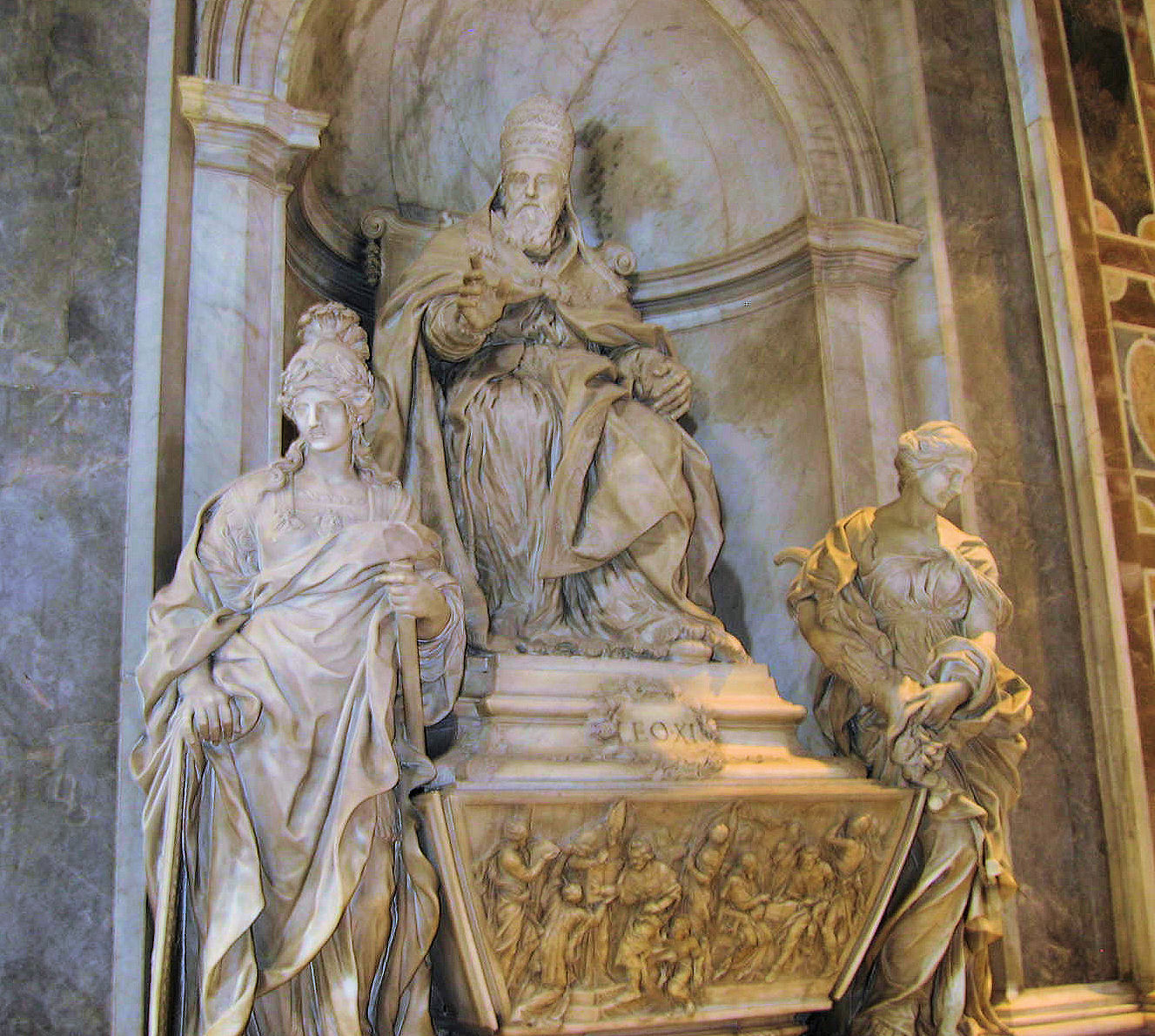
Praalgraf van paus Leo XI